# Германска прогресивна партия
Немска Партия на Напредъка (нем.: Deutsche Fortschrittspartei или DFP) е основана на 6 юни 1861 от либерални депутати в пруския парламент като първата немска партия с програма. В началото е дълбока опозоция на Бисмарк. След това за известно време се приближава до него по време на културната борба (идеологически сблъсъци между немското протестантство и немският католицизъм) за да се раздалечи отново по-късно.
Основана от фракция депутати в пруския парламент (старолиберали – поддръжници на умрения, конституционен Либерализъм установен с Германската революция 1848/49). Голяма част от тези депутати произхожда от източните провинции на Прусия и поради това са наричани подигравателно младо-литовци. Партията става застъпник на последователна либерална политика със съответно изготвената през 1860 година програма. Сред членовете ѝ са Теодор Момзен, Рудолф Вирхов, Вернер фон Сименс.
Умерената ѝ програма е преди всичо за обединение на многото немски държави под ръководството на Прусия. В самата Прусия исканията са били за осъществяване на правова държава. Нямало е предвидени икономически или социалполитически искания. Единствено имало корекции на устава на занятчиите.
През 1884 г. партията се слива в Немската свободомислеща партия.